# 朱光祚
朱光祚（16世紀—17世紀），字世其，號上愚，湖廣荊州府江陵縣（今湖北省江陵縣）人，明朝政治人物、進士出身。

## 生平
十二月初九日生，治易经。萬曆二十二年湖广乡试第四十一名举人，二十三年（1595年）中式乙未科會試第二百二十八名，三甲二十九名進士。禮部觀政，本年六月授直隶邯郸县知县，二十六年丁憂，二十九年補任浙江钱塘县知县，三十二年擢官吏部主事，三十三年升稽勋司員外郎，歷验封司、考功司員外郎。萬曆三十五年，改文選司員外郎，本年給假。三十八年補升稽勳司郎中，調验封司、文选司。萬曆三十九年，擔任太常寺少卿，四十年丁憂。
天啓元年（1521年）三月起复太常寺少卿，二年三月，升任大理寺右少卿，四月升太常寺卿，十二月升都察院右副都御史、协理京营戎政。三年八月升兵部左侍郎，仍旧協理戎政，闰十月升协理戎政左副都御史，加兵部尚書。四年秋七月升工部尚书、总理河道，五年二月乞休，驰驿回籍，後被削职为民。
崇祯三年（1630年）十月起复为工部尚书兼都察院右副都御史总理河道，後因黃河連年衝決，直犯泗陵，崇祯六年被革职。崇祯十三年（1640年）總督朱光祚、周鼎與劉榮嗣皆被逮入狱。朱、劉皆斃於獄，周免死遣戍。

## 家族
曾祖朱冠。祖朱大雅，蜀郡博乡大飲。父朱组，庠生。母韓氏。具庆下。弟昌祚、宏祚、綿祚。娶司氏。